# Inserts
Inserts és una pel·lícula britànica de 1975 dirigida per John Byrum. Va ser classificada X en la seva estrena. Ha estat doblada al català.

## Argument
Boy Wonder "el petit geni", és el sobrenom d'aquest escenògraf de Hollywood que, perduda la glòria, ha caigut en l'alcohol. Per sobreviure roda pel·lícules pornogràfiques amb una actriu habitual, Harlenne. Comença cada escena ajudant-se d'una forta dosi d'heroïna, malgrat la posada en guarda constant de Boy Wonder que li recorda la mort recent per sobredose del famós actor Wallace Red.

## Repartiment
- Richard Dreyfuss: Boy Wonder
- Jessica Harper: Cathy Cake
- Stephen Davies: Rex
- Bob Hoskins: Big Mac
- Venorica Cartwright: Harlene